# Diaea bengalensis
Diaea bengalensis är en spindelart som beskrevs av Biswas och Mazumder 1981. Diaea bengalensis ingår i släktet Diaea och familjen krabbspindlar. Inga underarter finns listade i Catalogue of Life.